# Nicola Spedalieri

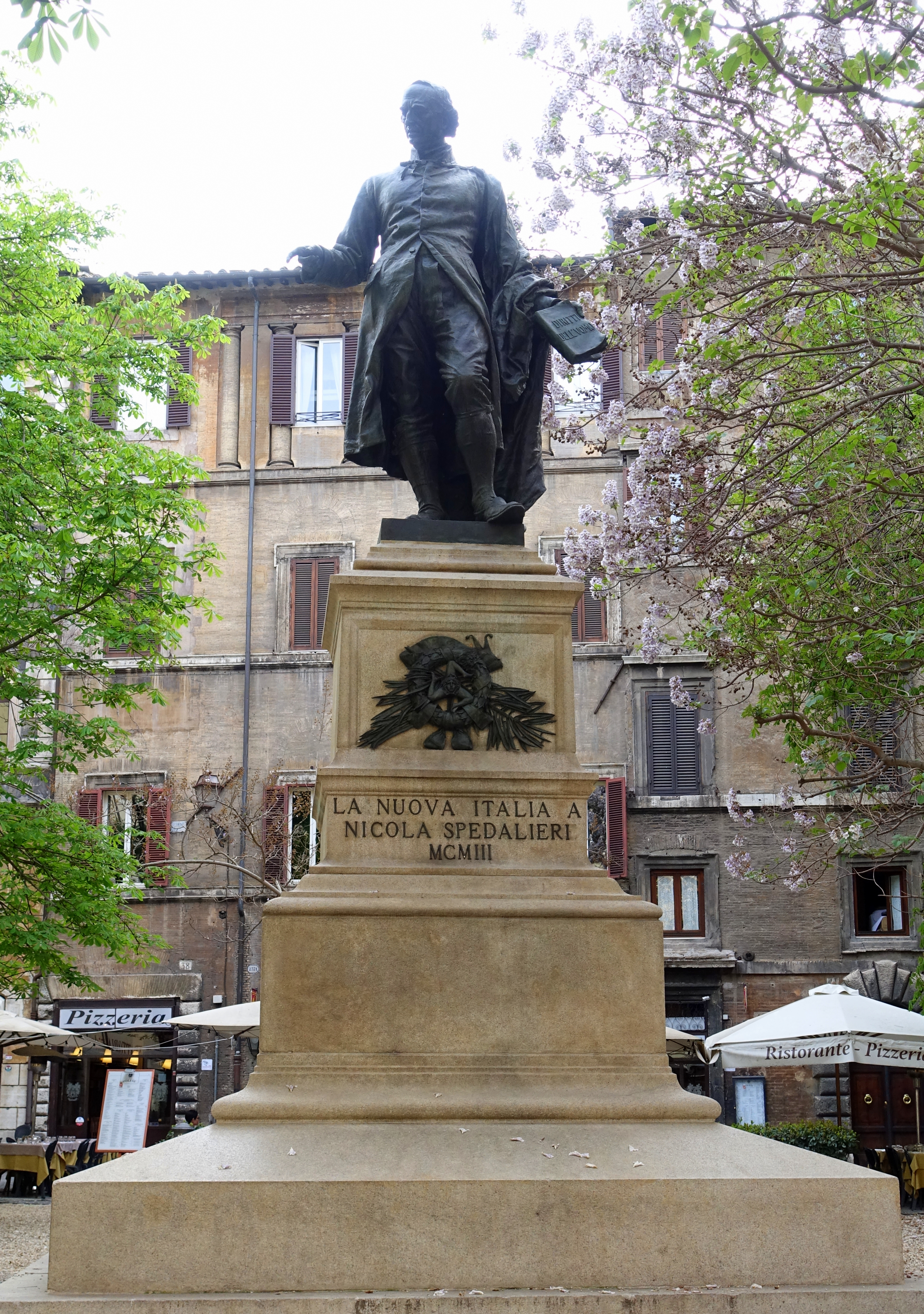
Nicola Spedalieri

Nicola Spedalieri (geboren Spitaleri) (Bronte, 6 december 1740 - Rome, 26 november 1795) was een Italiaans priester, theoloog en filosoof.
Hij studeerde aan het seminarie van Monreale, toen het meest bloeiende seminarie van Sicilië, werd tot priester gewijd en benoemd tot professor in de filosofie en wiskunde en later in de theologie. Tegelijkertijd cultiveerde hij de kunsten van poëzie, muziek en schilderkunst. Met afkeer van de tegenstand die werd opgewekt door bepaalde theologische stellingen, die in Palermo als ketters werden bestempeld maar in Rome werden goedgekeurd, trok hij zich van Monreale terug naar Rome (1773 of 1774), waar hij tien jaar lang studeerde en werkte en een leven van armoede leidde. Hij behield echter altijd zijn genegenheid voor het seminarie van Monreale.
In 1784 verkreeg hij van paus Pius VI een beneficie in de Vaticaanse Basiliek, en stopte toen met de inspanningen die hij jarenlang had geleverd om een leerstoel te krijgen aan de universiteiten van Pisa, Pavia en Turijn. Zijn neef, Arcangiolo Spedalieri, was een bekende academische arts die hoogleraar vergelijkende fysiologie werd in Pavia.
Zijn eerste gepubliceerde werk was Analisi dell'Esame critico di Fréret (Examen critique des apologies de la Religion chrétienne, een werk ten onrechte toegeschreven aan Nicolas Fréret, maar geschreven door Jacques-André Naigeon), Rome, 1778. In 1779 publiceerde hij Ragionamento sopra l'arte di governare en Ragionamento sull'influenza della religione cristiana sulla società civile. In 1784 bracht hij, ook in Rome, zijn Confutazione di Gibbon uit, waarin hij de stelling bestrijdt van Edward Gibbon, die het christendom de schuld gaf van de ondergang van het Romeinse rijk. Daarin, evenals in de Apologie tegen Fréret, betoogt hij de voordelen die de christelijke religie verleent aan de sociale en politieke orde, aangezien het christendom het machtigste bolwerk is tegen despotisme.
In 1791 verscheen zijn belangrijkste werk I diritti dell' uomo, ook in Rome; dit was klaarblijkelijk bedoeld als een katholiek antwoord op de proclamatie van de "Rechten van de Mens", die in 1789 in Frankrijk werd gedaan. Ondanks de hartelijke ontvangst van dit werk door Pius VI, die zei: "gedurende lange tijd hebben heersers gevraagd quid est papa, uw boek zal ze quid est populus leren", barstte een storm van kritiek en weerlegging los op het hoofd van de auteur. Regeringen namen er kennis van en (bijvoorbeeld Koninkrijk Sardinië) verboden de verspreiding ervan. De controverse bleef zelfs na de dood van Spedalieri voortduren. In zijn boek bracht de schrijver, behalve in bepaalde details, alleen de leer van de scholastieke artsen tot uitdrukking in de taal van de achttiende eeuw over de populaire oorsprong van politieke soevereiniteit, een doctrine die gewoonlijk werd onderwezen van Thomas van Aquino tot Francisco Suárez en Robertus Bellarminus, die de goddelijke oorsprong van dezelfde soevereiniteit niet uitsluit. Spedalieri's stelling kon niet acceptabel blijken te zijn voor het absolutisme van vorsten en de Cartesiaanse leerstellingen die toen in zwang waren, die het bestaan van een natuurlijke morele wet niet toegaven, maar alles afhankelijk maakten van de willekeurige Wil van God; veel minder zou het de regalisten kunnen behagen. Aan de andere kant is het gemakkelijk te begrijpen hoe zijn theorie aanleiding zou kunnen geven tot de angst dat deze te gunstig zou zijn voor de ideeën van de revolutionairen.
Spedalieri werd door de liberalen opgeëist als een van hen. De controverses over Spedalieri werden hernieuwd ter gelegenheid van de honderdste verjaardag van zijn dood.
Kort voor zijn dood voltooide hij een Storia delle Paludi Pontine, een boek dat Pius VI hem opdroeg te schrijven en dat door zijn goede vriend Nicolai werd gepubliceerd in het werk De bonificamenti delle terre pontine (Rome, 1800). Zijn dood werd toegeschreven aan vergif; een hedendaagse schrijver heeft niet geaarzeld om de schuld bij de jezuïeten te leggen, daarbij vergetend dat de vijanden van Spedalieri de bitterste tegenstanders van de jezuïeten waren.